# Salamonde
Salamonde est une paroisse civile portugaise (en portugais : freguesia) de la municipalité de Vieira do Minho dans le district de Braga.

## Géographie
Salamonde est située à une dizaine de kilomètres au nord-est de Vieira do Minho, sur la rive gauche du Cávado. On y trouve le barrage de Salamonde.
La paroisse comprend les lieux-dits d'Alamela, Aldeia, Além do Rio, Almas, Cimo de Aldeia, Fundevila et Salamonde.

## Histoire
Durant l'Antiquité, Salamonde est située sur une voie romaine entre Bracara Augusta (Braga) et Aquae Flaviae (Chaves). Elle porte alors le nom de Salveia.
Salamonde est rattachée à la municipalité de Ribeira de Soas, qui reçoit une charte de Manuel Ier en 1515. Elle rejoint la municipalité de Vieira en 1839.

## Démographie
Lors du recensement de 2021, Salamonde compte 343 habitants. C'est alors la paroisse la moins peuplée de Vieira do Minho, devant Anissó e Soutelo (345 habitants).